# TALK ABOUT
『TALK ABOUT』（トーク・アバウト）は、2018年4月7日からTBSラジオで放送されている生ワイド番組。

## 概要
2007年4月から放送されてきた『ライムスター宇多丸のウィークエンド・シャッフル』の最終放送枠を受け継ぎ、新しいラジオの生ワイド番組として再出発。
この番組では、メッセージを中心にして、「ティーンの声」を取材し、「リアルな声」を紹介して、「ティーンの“等身大の今”」を共有していくもので、毎週、「ジャンルを問わず様々なゲスト」も迎えて、「街やリスナーの声」に応える。
また、街や学校での公開録音も計画されている。
TBSラジオでは、このところ編成面で、「ティーン（13歳〜19歳）のリスナー層の拡大」が課題となっていて、この番組は、「ティーン（13歳〜19歳）のリスナー層の拡大」が「大きなミッション」となっている。

## 放送時間
- 毎週土曜 22:00 - 翌0:00（2018年4月 - 2021年3月）
- 毎週土曜 22:00 - 23:30（2021年4月 - ）

### ネット局
| 放送期間       | 放送日時           | 放送局          | 対象地域   | 備考                                                                        |
| -------------- | ------------------ | --------------- | ---------- | --------------------------------------------------------------------------- |
| 2018年4月7日 - | 土曜 22:00 - 23:30 | TBSラジオ       | 関東広域圏 | 制作局                                                                      |
| 2018年4月7日 - | 土曜 22:00 - 23:30 | 秋田放送（ABS） | 秋田県     | 2019年9月28日放送回までは22:00 - 23:00の放送。2019年10月5日から左記の時間。 |
| 2018年4月7日 - | 土曜 22:00 - 23:30 | 北陸放送（MRO） | 石川県     |                                                                             |

#### 過去のネット局
| 放送期間                      | 放送日時           | 放送局            | 対象地域      | 備考                                                                        |
| ----------------------------- | ------------------ | ----------------- | ------------- | --------------------------------------------------------------------------- |
| 2018年4月7日 - 2019年9月28日  | 土曜 22:00 - 23:00 | 南日本放送（MBC） | 鹿児島県      |                                                                             |
| 2018年4月7日 - 2020年3月28日  | 土曜 22:00 - 23:30 | IBC岩手放送       | 岩手県        |                                                                             |
| 2019年4月6日 - 2020年3月28日  | 土曜 22:00 - 23:00 | 新潟放送（BSN）   | 新潟県        |                                                                             |
| 2018年4月7日 - 2021年3月27日  | 土曜 22:00 - 23:30 | 北日本放送（KNB） | 富山県        | 2019年3月30日放送回までは22:00 - 23:00の放送。2019年4月6日から左記の時間。  |
| 2019年10月5日 - 2021年3月27日 | 土曜 22:00 - 23:30 | RSK山陽放送       | 岡山県        | 2020年9月26日放送回までは22:00 - 23:00の放送。2020年10月3日から左記の時間。 |
| 2018年4月7日 - 2021年9月25日  | 土曜 22:00 - 23:00 | 青森放送（RAB）   | 青森県        |                                                                             |
| 2019年4月6日 - 2021年9月25日  | 土曜 22:00 - 23:00 | 高知放送（RKC）   | 高知県        |                                                                             |
| 2018年4月7日 - 2022年3月19日  | 土曜 22:00 - 23:00 | 信越放送（SBC）   | 長野県        |                                                                             |
| 2019年4月6日 - 2024年3月30日  | 土曜 22:00 - 23:00 | 福井放送（FBC）   | 福井県        |                                                                             |
| 2020年10月3日 - 2025年3月29日 | 土曜 22:00 - 23:30 | 山陰放送（BSS）   | 鳥取県 島根県 | 2021年3月放送回までは22:00 - 23:00の放送。2021年4月2日から左記の時間。      |

## パーソナリティ

### 現在のパーソナリティ
- KAIRYU（MAZZEL）

2025年4月5日 -

### コーナーレギュラー
- 櫻坂46

2025年7月5日から、22時台（22時30分頃から10分程度）の「櫻坂 TALK ABOUT」コーナーに出演。毎週メンバーが2、3人ずつ入れ替わりで出演。櫻坂46にとってはTBSラジオ初のレギュラー番組。なお、「TALK ABOUT」にはレギュラー開始前に何度かゲスト出演経験がある。

### 以前のパーソナリティほか
- 工藤大輝（Da-iCE）

2018年4月7日 - 2025年3月29日、TBSラジオで2016年10月から2017年3月まで放送された『TOKYO JUKEBOX』の内包番組「女子活 ARTIST BOX」に、工藤はDa-iCEのメンバーとして出演していた。同局でのレギュラー番組は1年ぶりであった。
- ねお

2020年4月4日 - 2025年6月25日、22時台の「#ねお TALK ABOUT」コーナーに出演。
- 片桐千晶

2021年4月3日 - 9月、23:00からの「しんくみバンクpresentsハートウォーミングストーリー」コーナーに出演。
- 工藤のピンチヒッター
  - ゆたせな[注釈 2]（2021年8月21日）

ほか多数、KAIRYUも後任のパーソナリティ就任前にピンチヒッター経験あり。

## TALK ABOUT+
『TALK ABOUT+』（トーク・アバウト・プラス）は、BS-TBSで放送していた『TALK ABOUT』の連動テレビ番組。ラジオで行われた特集を掘り下げるなどの企画を行っていた。2019年5月5日開始、2020年3月29日終了、全12回。
放送時間
- 毎月最終日曜 10:30 - 11:00

ただし、初回のみ2019年4月28日でなく翌週の5月5日に放送。
出演者
- 工藤大輝（Da-iCE）
- 熊崎風斗（TBSアナウンサー）

共演のアナウンサーは交代で出演。